# Distrito electoral de Orafino (condado de Frontier, Nebraska)
Orafino (en inglés: Orafino Precinct) es un distrito electoral ubicado en el condado de Frontier en el estado estadounidense de Nebraska. En el Censo de 2010 tenía una población de 34 habitantes y una densidad poblacional de 0,36 personas por km².

## Geografía
Orafino se encuentra ubicado en las coordenadas 40°29′5″N 100°16′34″O / 40.48472, -100.27611. Según la Oficina del Censo de los Estados Unidos, Orafino tiene una superficie total de 95.67 km², de la cual 94.43 km² corresponden a tierra firme y (1.29%) 1.23 km² es agua.

## Demografía
Según el censo de 2010, había 34 personas residiendo en Orafino. La densidad de población era de 0,36 hab./km². De los 34 habitantes, Orafino estaba compuesto por el 100% blancos, el 0% eran afroamericanos, el 0% eran amerindios, el 0% eran asiáticos, el 0% eran isleños del Pacífico, el 0% eran de otras razas y el 0% pertenecían a dos o más razas. Del total de la población el 8.82% eran hispanos o latinos de cualquier raza.